# Joe Meixner
Joe Meixner, eigentlich Josip Meixner (* 2. November 1957 in Sisak, Jugoslawien, heute Kroatien) ist ein österreichischer Pianist.

## Biographie
Joe Meixner begann im Alter von acht Jahren mit der Klavierausbildung in der Musikschule. Sein Vater ist ein großer Jazz-Liebhaber und spielt selber leidenschaftlich Mundharmonika. Damit sein Vater für seine geliebten Evergreens und Superhits einen Begleitpianisten hat, muss Joe ohne Schallplatten und auch ohne Noten seinen Vater begleiten. So entstehen dann mit 12 Jahren die ersten eigenen Improvisationen und kleinen Kompositionen. Nach dem ersten Engagement als Keyboarder und dem Abschluss der Musikschule spielt er ab dem 19. Lebensjahr mehrere Jahre als gefragter Begleitpianist u. a. für Arsen Dedić (Sänger), Radojka Šverko (Sängerin), Zdenka Kovačiček (Sängerin), für den amerikanischen Superstar Trini Lopez und in den Rock-Opern "Grička Vještica (Die Hexe von Grič [Gritsch])" und "Gubec Beg" am Nationaltheater Komedija in Zagreb.
1982 kam Meixner nach Wien und spielte u. a. im Roten Engel. Von 1984 bis 1993 war er musikalischer Leiter im Cabaret Simpl (Wien), spielte aber auch mit eigener Band – u. a. im ORF für Ursula Andress. 1993 ging er nach Los Angeles, wo er in der internationalen Eventszene spielte. Er komponierte Songs für den Disney Channel und FX-Channel. Nach sechs Jahren Kalifornien kehrte er im Jahr 2000 wieder nach Wien zurück.
Dort gründete er die Soul-Band „Soul What?“, engagierte den Tower-of-Power-Sänger Hubert Tubbs sowie Studiomusiker wie Willi Langer (Bass), Thomas Kugi (Saxophon) Martin Fuss (Saxophon) und Damir Somen (Schlagzeug). In dieser Zeit spielte Joe Meixner auch als Solo-Pianist vorwiegend in Wien. Im Jahr 2004 engagierte Meixner die Sängerin Cassandra Vaughn aus Los Angeles und begleitete sie mit seiner Band bei Veranstaltungen. Dabei entstand auch die Duo-CD "Wintermezzo". Im Mai 2005 debütierte er im ORF Radio Kulturhaus als Konzert-Pianist ("Live in RKH"). Im selben Jahr begann er für die Klaviermanufaktur Bösendorfer als Bösendorfer-Artist zu spielen. 2006 spielte er beim Wien-Event: "Die Lange Nacht der Musik" und nahm seine zweite DVD auf. 2006 produzierte er für den österreichischen Sänger Reinhold Bilgeri die CD „Jazzz it“. 2007 folgten Konzerte in Prag und Wien.